# Ordine di Leone
L'Ordine di Leone è un'onorificenza dell'Abcasia.

## Storia
L'Ordine è stato istituito il 4 dicembre 1992 e dedicato al duca imperiale Leone II di Abcasia.

## Assegnazione
L'Ordine è assegnato a personale militare e altri cittadini della Repubblica di Abcasia, unità militari e persone che non sono cittadini della Repubblica di Abcasia per premiare:
- azioni commesse in una situazione di combattimento con evidente pericolo per la vita;
- la leadership eccezionale nelle operazioni militari e per la visualizzazione di coraggio;
- il coraggio speciale nel garantire la sicurezza nazionale della Repubblica di Abcasia in condizioni che comportano un rischio per la vita;
- le truppe che hanno combattuto con successo, che hanno vinto nonostante la tenace resistenza del nemico, la vittoria o i gravi danni inflitti e i contributi al successo delle truppe abcase nello svolgimento delle principali operazioni di combattimento.

## Insegne
- L'insegna è un rombo, le cui estremità sono sotto forma di fasci divergenti dal centro. Nel mezzo vi è un cerchio delimitato da una corona d'alloro su uno sfondo di smalto rosso recante il nome "Leone". Al centro del cerchio, su sfondo smaltato di bianco, vi è l'immagine del sovrano Leone II a cavallo e con la mano alzata. Sul retro dell'insegna vi sono due spade incrociate.